# Mediální plánování
Mediální plánování znamená plánování reklamní kampaně, ve které je určena přesná strategie, jsou vybrány účinné složky komunikačního mixu s potřebným objemem investic a načasování. Mediální plánování je vhodné také pro kampaně velkého rozsahu. Výstupem mediálního plánování je tzv. mediaplán. Součásti efektivně vypracovaného mediaplánu je výběr jedné skupin medií a určení těchto parametrů: cenotvorba, mediální ukazatele popisující zásah, termíny uveřejnění, pozice.

## Taktika v mediálním plánování
Po stanovení strategie, mediální agentura hledá konkrétní média (deníky, TV stanice, magazíny) umístění, formáty. Pro každý mediatyp je hledán optimální mix kanálů. Při taktickém plánování bereme v úvahu charakter a cíle kampaně a co nejlepší zásah cílové skupiny za co nejnižší cenu. Výběru vhodných medií předchází monitoring sledovanosti medií, inzerát musí být umístěn v odpovídajícím prostředí. U tiskové reklamy nás zajímá čtenost, prodaný náklad, kvalita obsahu i tisku. Výsledkem plánování je mediaplán, který slouží také jako objednávka. Správně zpracovaný mediaplán obsahuje doporučení, na jakou cílovou skupinu se zaměřit, návrh načasování kampaně, návrh kreativ, doporučení ideálního rozložení rozpočtu a vhodných UTM parametrů (název zdroje, media, kampaně, reklamy, klíčového slova).

## Realizace mediální kampaně
Při samotné realizaci mediální kampaně vycházíme z mediaplánu a technických podkladů, které shrnují kdy, kam a v jaké době je nutné doručit podklady pro inzerci. Těmito podklady mohou být: MP3 s rozhlasovými spoty, soubory s tiskovými podklady v elektronické podobě, vysílací kazety s TV spoty, adresu FTP serveru. Reklamu zasílají do inzertních oddělení medií reklamní agentury, kreativní studia. 